# Żyć się chce
Żyć się chce – album studyjny Alicji Majewskiej wydany 22 marca 2019 przez Sony Music. Muzykę do wszystkich utworów skomponował przyjaciel artystki - Włodzimierz Korcz, zaś za poetyckie teksty są odpowiedzialni uznani tekściarze (m.in. Artur Andrus, Magda Czapińska, Wojciech Młynarski, Andrzej Sikorowski), jak również młode pokolenie (zob. Monika Partyk w "Żalu niebieskim", nostalgicznym wspomnieniu Zbigniewa Wodeckiego). Na pierwszy singel promocyjny wybrano utwór ze słowami Magdy Czapińskiej pt. "Apetyt wciąż na życie mam".

## Lista utworów
1. Apetyt wciąż na życie mam (słowa: Magda Czapińska)
2. Panom rozsądku nie przybywa (słowa: Wojciech Młynarski)
3. Kawiarniane rozmowy (słowa: Andrzej Sikorowski)
4. Własne słońce (słowa: Monika Partyk)
5. Skąd te łzy (słowa: Andrzej Sikorowski)
6. Za tych, którzy na lądzie (słowa: Andrzej Maculewicz)
7. Wiesz (słowa: Artur Andrus)
8. Na dwa dni (słowa: Artur Andrus)
9. Zaśpiewamy to w słońcu (słowa: Andrzej Maculewicz)
10. Żal niebieski (słowa: Monika Partyk)
11. Pieśń błędnych rycerzy (słowa: Tomasz Misiak)
12. Żyć się chce (słowa: Tomasz Misiak)
13. Przed nocą i mgłą (słowa: Zbigniew Stawecki)